# توسکبیا (ویسکانسین)
توسکبیا، ویسکانسین (به انگلیسی: Tuscobia, Wisconsin) یک منطقهٔ مسکونی در ایالات متحده آمریکا است که در ویسکانسین واقع شده‌است.

## خصوصیات
توسکبیا ۳۶۰٫۸۹ متر بالاتر از سطح دریا واقع شده‌است.